# Rejon bijski
Rejon bijski (ros. Бийский район) – rejon na terenie wchodzącego w skład Rosji syberyjskiego Kraju Ałtajskiego
Rejon leży we wschodniej części Kraju Ałtajskiego i ma powierzchnię 2,2 tys. km². Na jego obszarze żyje ok. 35,7 tys. osób; całość populacji stanowi ludność wiejska, gdyż w skład tej jednostki podziału terytorialnego nie wchodzi żadne miasto. Ludność rejonu zamieszkuje w 36 wsiach.
Ośrodkiem administracyjnym rejonu jest  miasto Bijsk, liczące 227,6 tys. mieszkańców, nie wchodzące jednak w skład rejonu i stanowiące miasto wydzielone.
Rejon został utworzony w 1924 r.